# Caenis robusta
Caenis robusta är en dagsländeart som beskrevs av Eaton 1884. Caenis robusta ingår i släktet Caenis, och familjen slamdagsländor. Enligt den finländska rödlistan är arten nära hotad i Finland. Arten är reproducerande i Sverige. Artens livsmiljö är näringsrika sjöar.